# 128523 Джонм'юр
128523 Джонм'юр (128523 Johnmuir) — астероїд головного поясу, відкритий 11 серпня 2004 року.
Тіссеранів параметр щодо Юпітера — 3,493.